# Rennweger SV 1901
Der Rennweger SV 1901 Wien, kurz RSV ist ein Wiener Fußballverein aus dem dritten Gemeindebezirk Landstraße und spielt seit der Saison 2019/20 in der sechstklassigen Oberliga A. Er ist nach der örtlichen Hauptverkehrsstrecke, dem Rennweg, benannt.

## Geschichte
Der RSV wurde am 26. Februar 1901 durch die Brüder Heinrich und Josef Klomser sowie Ferdinand Lausch und Alois Marischka gegründet. 1904 wurden durch Ergänzung der Statuten die Vereinsfarben auf schwarz-weiß festgelegt.
In der Spielsaison 1910/1911 gewann der Rennweger SV die – inoffizielle – Meisterschaft der 2. Klasse und war damit berechtigt, an der ersten offiziellen Wiener bzw. österreichischen Meisterschaft von 1911/1912 als Gründungsverein teilzunehmen. Nach Protesten der anderen Mannschaften, wurden jedoch alle Heimspiele des Klubs mit 0:3 strafverifiziert und der RSV an die letzte Stelle der Liga gereiht. Grund des Protestes war die um einen Meter zu kurze Länge des Spielfeldes. Der Meistertitel der zweiten Liga wurde dem ASV Hertha Wien zugesprochen, während der Rennweger SV 1901 in Relegationsspielen um seinen Platz in der zweiten Spielklasse kämpfen musste.
1919 wurde der neu errichtete Sportplatz eröffnet, der bis heute Heimstätte der Rennweger ist. Nach dem österreichischen Bürgerkrieg wurde dem Verein am 25. Februar 1934 jegliche Betätigung untersagt, da er Mitglied des Arbeitersportverbands und damit eine Institution der Sozialdemokratischen Partei war. Daher beschloss der Verein, dem Wiener Fußballverband beizutreten, um den Spielbetrieb fortführen zu dürfen.
In der Spielsaison 1939/1940 gewann der Verein den Jugendmeistertitel und den Wiener Schülercup. 1952 erlangte der Nachwuchs abermals den Juniorenmeistertitel.
In der Saison 1971/1972 kam es zu einem tragischen Vorfall; nach dem Meisterschaftsspiel gegen den Bezirksrivalen LAC brach der RSV-Spieler Werner Schiehl tot zusammen. Herzversagen war die Todesursache des 28-Jährigen.
Seit 1992 ist der frühere Bundeskanzler und Wirtschaftsminister Wolfgang Schüssel Mitglied des RSV.
2004/2005 wurde der Rennweger SV nach 23 Jahren Zugehörigkeit in der Oberliga A Meister mit einer Rekordbilanz. Nur drei Unentschieden und eine Tordifferenz von 149:27 sind einsamer Rekord der Liga.
Ab 2005/2006 spielte der Rennweger SV damit erstmals seit Ende der 1970er Jahre wieder in der Wiener Stadtliga und schloss diese Saison auf dem vierten Platz ab. 2010/11 erfolgte der Abstieg aus der Wienerliga.

## Erfolge
- 1910/1911 Meister 2. Klasse
- 1919/1920 Meister 3. Klasse A
- 1965/1966 Meister 1. Klasse A – Aufstieg in die Wienerliga
- 1966/1967 Vizemeister in der Wienerliga
- 1969/1970 Meister 1. Klasse A – Aufstieg in die Wienerliga
- 1976/1977 Dem Rennweger Nachwuchs gelang es als erstem Verein in Österreich, mit vier Mannschaften (Knaben, Schüler, Jugend, Junioren) Einzel- und Gesamtmeister zu werden.
- 1977/1978 Vizemeister in der Wienerliga
- 1978/1979 Vizemeister in der Wienerliga
- 2004/2005 Meister in der Oberliga A (ungeschlagen) Aufstieg in die Wienerliga
- 2018/2019 Meister in der 1. Klasse A. Aufstieg in die Oberliga B